# Peter Engberg
Peter Engberg, född 1962 i kustsamhället Fjällbacka i Bohuslän, är en målare, grafiker och illustratör. Han är uppvuxen i Göteborg och Lerum men har numera sin ateljé i Fjällbacka. 
Peter Engberg fick sitt genombrott med målandet i slutet av 1980-talet. Skärgården är den stora inspirationskällan till Engbergs motiv, som med en stor portion humor föreställer karikerande bilder av öar, holmar och skär. Huvudtekniken är akvarell men även olja och akrylfärg, samt litografi har använts. Förutom det rena måleriet har han bl.a. arbetat med bokillustrationer och skivomslag samt dekorerat restauranger och hotell med väggmålningar.